# أ بي سي كيريا

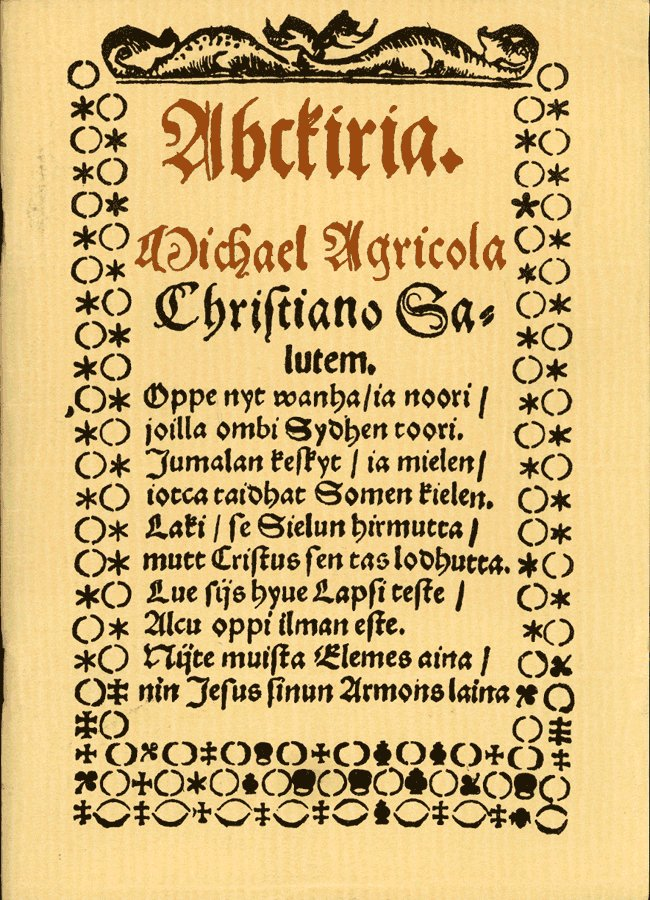
الصفحة الأولى من الإيه بي سي كيريا.

أ بي سي كيريا، وترجمتها بالعربية كتاب أبجد؛ هو أول كتاب تم نشره في اللغة الفنلندية. كتبه الأسقف والمصلح البروتستانتي ميكايل أغريكولا، ونشر لأول مرة عام 1543. قام أغريكولا بكتابته أثناء عمله على أول ترجمة فنلندية للعهد الجديد (أنجزه عام 1548 ونشر بالاسم الفنلندي سي أوسي تستمانتي).
كان أ بي سي كيريا أول كتاب قـُصد منه تعليم أساسيات القراءة والكتابة. يوجد به الأبجدية، وبعض تمارين التهجئة، وكاتيكيزم (متضمنا الوصايا العشر والصلاة الربية). الطبعة الأولى احتوت على 16 صفحة. الطبعة الثانية والتي ظهرت عام 1551. احتوت على 24 صفحة. ولا يوجد حاليا نسخ كاملة لأي من الطبعتين، لكن محتويات عامة من الكتاب تم التوصل إليها من البقايا الموجودة.
في العصور الحديثة، الشعر الأكثر شهرة من الكتاب هو الشعر الافتتاحي ونصه:
Oppe nyt wanha / ia noori /

joilla ombi Sydhen toori.

Jumalan keskyt / ia mielen /

iotca taidhat Somen kielen.

Laki / se Sielun hirmutta /

mutt Cristus sen tas lodhutta.

Lue sijs hyue Lapsi teste /

Alcu oppi ilman este.

Nijte muista Elemes aina /

nin Jesus sinun Armons laina.
(و الآن تعلموا، كبارا وصغارا، يا أصحاب القلب الجديد، وصايا الرب وتعاليمه، حتى يمكنكم تعلم اللغة الفنلندية. القانون، يغيظ الروح، لكن المسيح يهدئها. لذا اقرأ من هنا أيها الطفل الطيب، بداية المعرفة بلا حواجز. وتذكرهم طيلة حياتك، كي يرحمك يسوع.)

## روابط
- المخطوطة ممسوحة ضوئيا